# Haplorhynchites adrienneae
Espèce
Haplorhynchites adrienneae est une espèce d'insectes coléoptères, appartenant à la famille des Attelabidae.